# Rhyacophila fuscula
Rhyacophila fuscula là một loài Trichoptera trong họ Rhyacophilidae. Chúng phân bố ở miền Tân bắc.